# Nino Meloni
Nino Meloni, propriamente Giovanni (Ghilarza, 8 marzo 1899 – Roma, 1º dicembre 1960), è stato un regista italiano.

## Biografia
Nato a Ghilarza in Via Principale n.17, figlio del commerciante Raffaele Meloni e di Giuseppina Corris, dopo gli esordi al Teatro degli Indipendenti, diretto da Bragaglia, debuttò ai microfoni dell'EIAR nel 1932 come dicitore di versi e nel 1934 come regista radiofonico.
Prima del conflitto mondiale, curò la regia delle trasmissioni scolastiche e di quelle per le forze armate, per la GIL e per gli agricoltori. Per queste ultime, in particolare, dal 1936 all'aprile 1941, fu il "Signor Ente" ne L'ora dell'agricoltore.

### La prosa radiofonica
Numerose anche le sue regie di prosa radiofonica, È passato qualcuno di Bassano (1941), con Gianni Santuccio; Emi e la strada di Giovanni Gigliozzi (1942), con Tino Erler e una Isa Di Marzio ancora bambina; Don Giovanni di Molière (1942); L'altalena di Varaldo (1942), con Umberto Melnati e La vita che ti diedi di Pirandello (1942), con Paola Borboni ed Elena Zareschi.

### La rivista alla radio
Nella sua prolifica carriera diresse poi, dal 1944, la Compagnia del teatro comico musicale di Roma (di cui facevano parte attori come Renato Turi, Riccardo Billi, Giusi Raspani Dandolo, Wanda Tettoni, Renato Cominetti, Elio Pandolfi, Antonella Steni, Liliana Feldmann e Febo Conti): da La figlia del corsaro nero (1945) di Age, Giò e Giù a Belzebù di Metz, Steno e Age (1947) e Il bilione (1947), da La Bisarca (1948) a Babbo Cicogna (1952) di Garinei e Giovannini e da Caccia al tesoro (1952) ad Autoritratto (1960), Meloni accumulò molti successi, affermandosi come uno dei punti di riferimento della rivista radiofonica italiana (diresse anche Macario nella rivista di Falconi e Frattini Il mondo con me, per il ciclo Serie d'oro del 1953). Il lobbia, rivista a lungo «mitraggio» di Carlo Manzoni, per Rai Radio 2, Compagnia del teatro comico musicale di Roma della Rai, con Pino Locchi e Silvio Noto, musiche composte e dirette da Bruno Canfora, fu trasmessa il 20 luglio 1960.

### Teatro radiofonico
Negli anni tornò, in molte occasioni, al teatro radiofonico, dirigendo radiodrammi, romanzi sceneggiati e commedie, fra cui Canne al vento di Grazia Deledda (1946); Madame Curie di Perrini e Vasile (1947); Aria paesana di Peppino De Filippo (1948); La regina in berlina di Tofano (1952), con Sergio Tofano; Intermezzo del giudice dei divorzi di Cervantes (1954); Una moglie per Giasone di Maurri (1956); L'arte di morire di Achille Campanile (1956); Un Olimpo poco tranquillo di Lina Wertmüller e Matteo Spinola (1956); Viaggiatore senza bagagli di Jean Anouilh (1957); Una rosa per la terra di Aldo Brancacci (1958), musiche di Lelio Luttazzi; Difesa d'ufficio di Mortimer (1958); Quando saremo felici di Italo Calvino; Dolcemente un radioamatore di Pier Benedetto Bertoli (1960); Bilancio di una vita di Heinrich Böll (1960).

## Vita privata
È stato sposato con l'attrice Zoe Incrocci, sorella dello scrittore e sceneggiatore Agenore Incrocci, dalla quale ebbe il figlio Francesco.
Fu il nonno paterno della futura presidente del Consiglio Giorgia Meloni ed il fratello del regista radiofonico e televisivo Raffaele Meloni.

## Filmografia

### Sceneggiati radiofonici (parziale)
- La figlia del corsaro nero (1946)
- Babbo cicogna (1952)
- Pronto chi spara? (1960)
- Il Lobbia (1960)